# Агамалов, Ариф Меликага оглы
Ариф Меликага оглы Агамалов (азерб. Arif Məlikağa oğlu Ağamalov) — азербайджанский художник, Заслуженный художник Азербайджана (1992).

## Биография
Ариф Агамалов родился в мае 30 мая 1928 года. Окончил Художественное училище имени А. Азимзаде в Баку и Московский институт прикладного и декоративного искусства.

Мозаичное панно на станции метро «Нефтчиляр» в Баку. Худ. А. Агамалов

С 60-х по 90-е Агамалов работал в основном в монументальном жанре, создал много работ в пределах Баку. Основными произведениями художника являются мозаичные панно, украшающие станцию метро «Нефтчиляр» в Баку, мозаичные фризы в золотисто-голубых тонах, выполненные на верхней части выступов, фланкирующих парадный вход бывшего здания гостиницы «Апшерон». Агамалов также спроектировал интерьер этой гостиницы, её кафе, где создал скульптурные вставки из шамота на джазовую тематику.
Больше всего художник любил использовать смальту. Вторым его любимым материалом была медь. Её он использовал в своих рельефных композициях на фасаде Оперной студии (ныне здесь расположен Джаз-центр). Мозаичные панно над перилами парадной лестницы интерьера также выполнены Арифом Агамаловым. Этот же стиль художник использовал в оформлении Дома быта «Айнур». В технике сграффито выполнены монументальные произведения Агамалова, которые украшают Детский театр в Приморском парке. Агамалов принимал участие и в оформление школы в Кировабаде, где наряду с мозаикой и сграффито применил и скульптурный рельеф (совместно с О. Шихалиевым), а также в оформлении интерьера гостиницы «Азербайджан».
Ариф Агамалов более десяти лет возглавлял Художественный фонд Азербайджана, затем ещё около десяти лет являлся главным художником фонда и главным художником Баку.
Скончался Ариф Агамалов в 2006 году.

## Семья
Ариф Агамалов был младшим братом народного художника Азербайджана Бадуры Афганлы. Супругой Арифа Агамалова была заслуженный художник республики Лия Агамалова. Их дети, Эльдар и Мелик также стали известными хужодниками.

## Память
В июне 2007 года в «Новой галерее» в Баку открылась выставка, посвященная памяти Арифа Агамалова. На выставке были представлены работы художника, собранные его сыном Эльдаром Агамаловым и отражающие все периоды творчества мастера, в том числе студенческий.